# 斯凱斯 (加利福尼亞州)
斯凱斯（英語：Skyes）是位於美國加利福尼亞州因約縣的一個非建制地區。該地的面積和人口皆未知。

## 地理
斯凱斯的座標為36°02′12″N 117°57′37″W / 36.03667°N 117.96028°W，而該地的平均海拔高度為1078米（即3537英尺）。